# Palác Věžníků (Hybernská)
Věžníkovský palác, též palác či dům (U) Věžníků (jindy podle dalších majitelů též palác Vršovců, Vrtbovský, Valdštejnský či Strakovský. Jedním z posledních majitelů paláce byl také roudnický vévoda Ferdinand z Lobkovic, proto je možné se také setkat s názvem Lobkovický palác). Jedná se o původně dvoupodlažní barokní palácovou stavbu, od konce 19. století klasicistně přestavěnou (a zvýšenou). Nachází se v ulici Hybernská č.p. 1002, č.o. 12, Praha 1, naproti baroknímu paláci Losyů z Losinthalu (nyní Lidový dům).

## Dějiny
V 15. století na místě dnešního paláce stávaly dva větší měšťanské domy. Ty byly v polovině 17. století stavebně sloučeny a přestavěny na barokní palác.
V průběhu 17. a 18. století se zde vystřídalo několik majitelů, byli jimi duchcovští Valdštejnové, Strakové z Nedabylic, Vrtbové. Známý byl rovněž český zemský cenzor hrabě František Věžník z Věžník, jméno jehož rodu palác nese.
Na konci 19. století proběhla přestavba barokního paláce na neoklasicistní nájemní dům. Ten pak podle projektu z let 1924–1927 doznal zásadních úprav podle návrhu architekta Františka Kavalíra. Dům byl roku 1928 přestavěn a interiéry byly upraveny pro potřeby Gremiální pojišťovny a Obchodní úřednické pojišťovny. Fasádu v 1. patře zdobí zalamované zvlněné římsy s ženskými bustami, mušlemi a medailony s reliéfy Římanů.
Po druhé světové válce sloužila budova jako zdravotnické středisko OÚNZ, a to až do roku 1996, kdy ji koupila developerská společnost a upravila pro potřeby hotelu. Autory návrhu byli architekti ateliéru Ian Bryan Architects.

## Architektura a rekonstrukce
Při rekonstrukci pro potřeby hotelu bylo zachováno původní průčelí paláce (včetně vstupních vrat). Nádvoří paláce bylo zachováno, a vznikla zde zahrada o rozloze asi 1 800 m². Rovněž byly zachovány některé prvky tzv. iluzivního baroka v interiérech.
V zadní části zahrady paláce u zdi se nachází pískovcová kašna nad nádrží s chrličem ve tvaru lví hlavy.

## Další fotografie

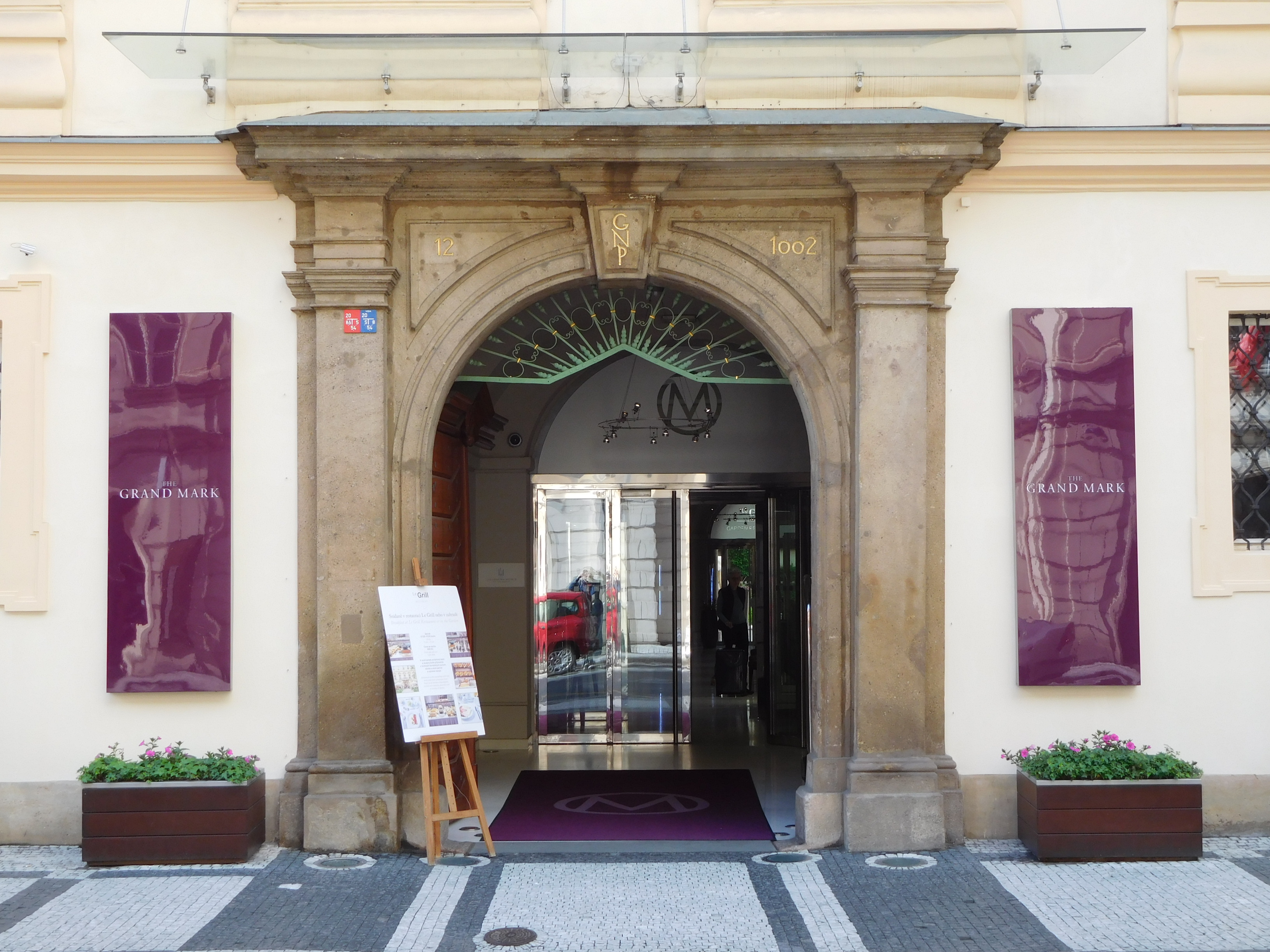
Vstupní portál
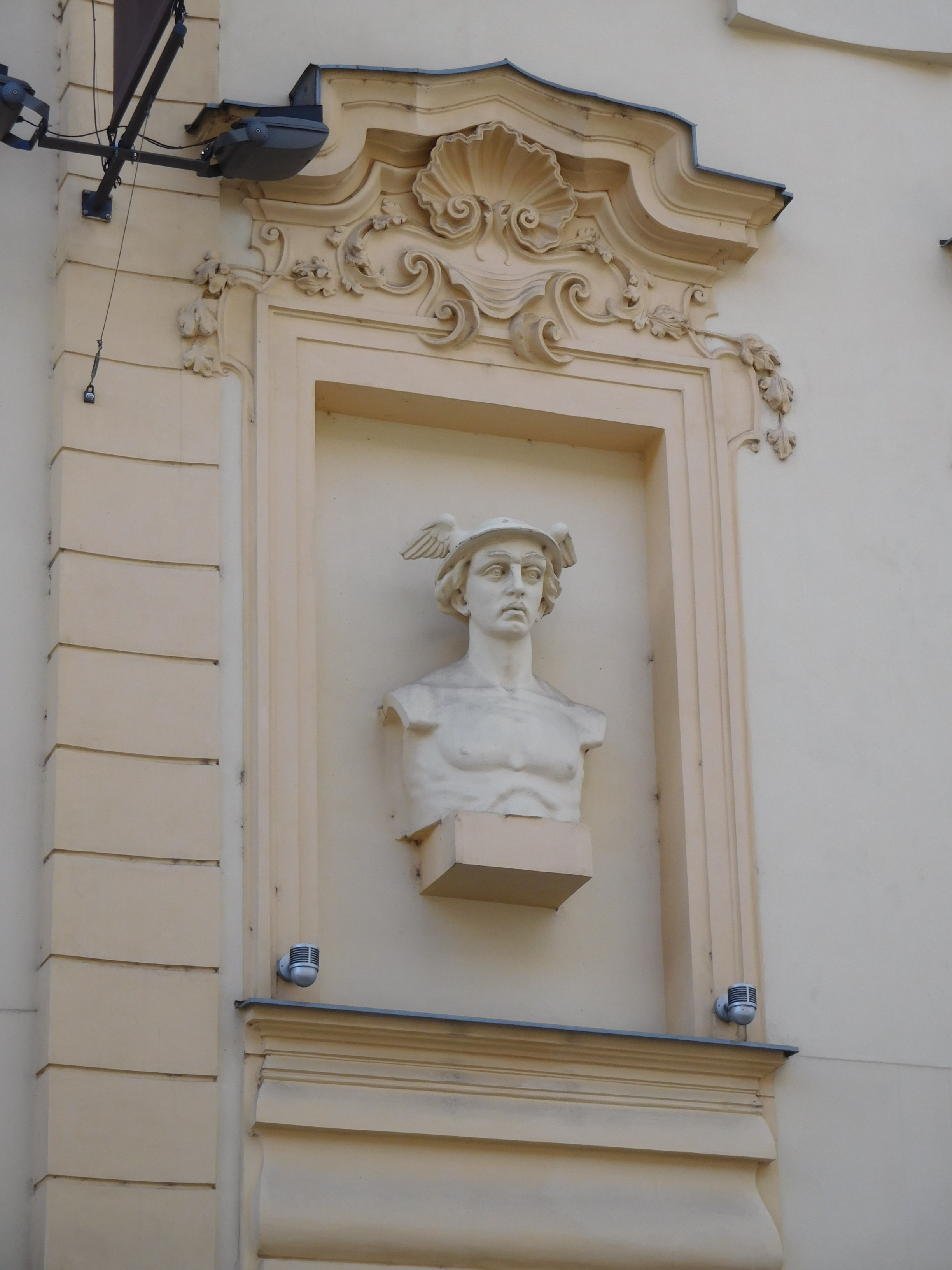
Detail fasády
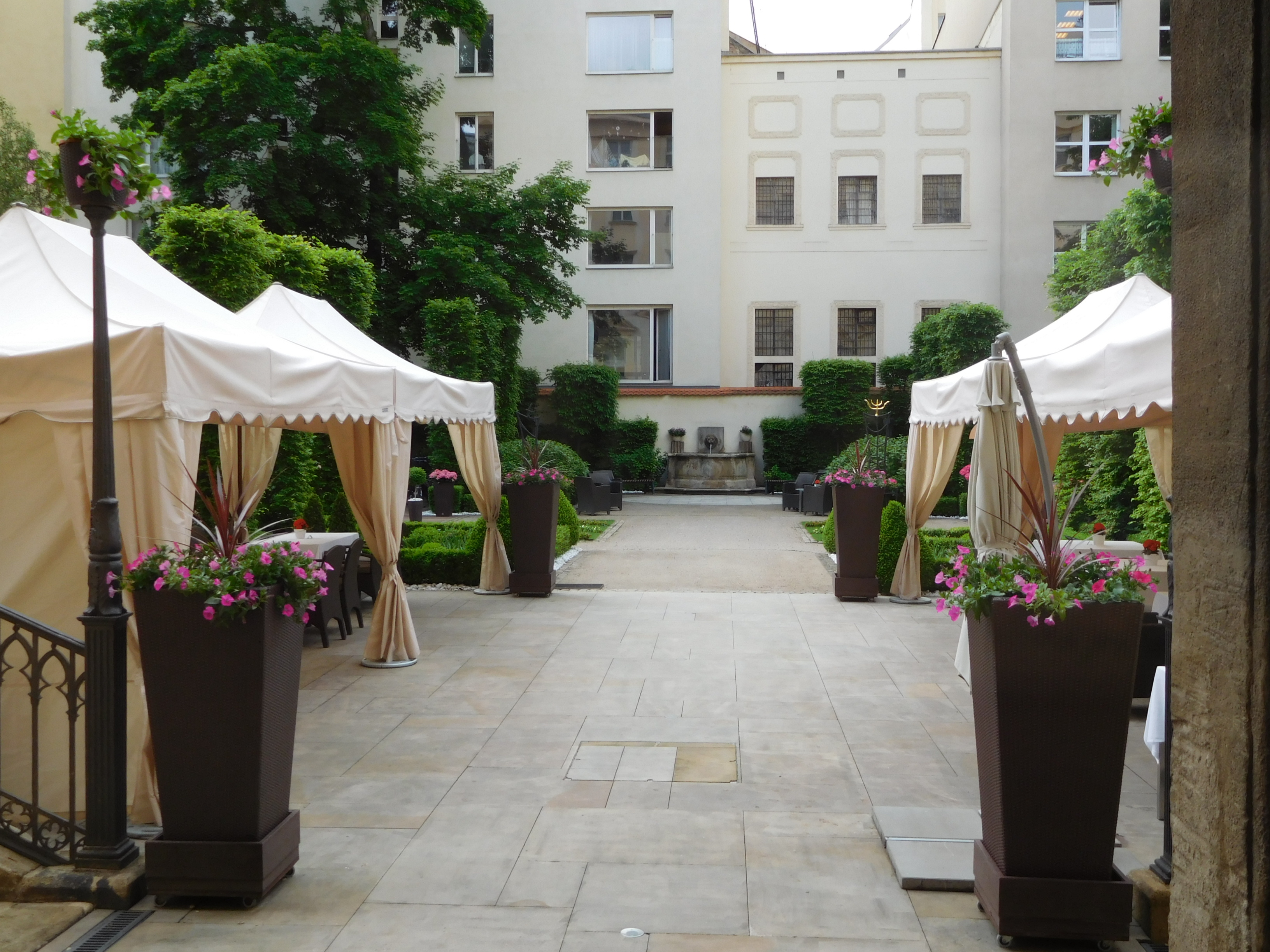
Zahrada s kašnou
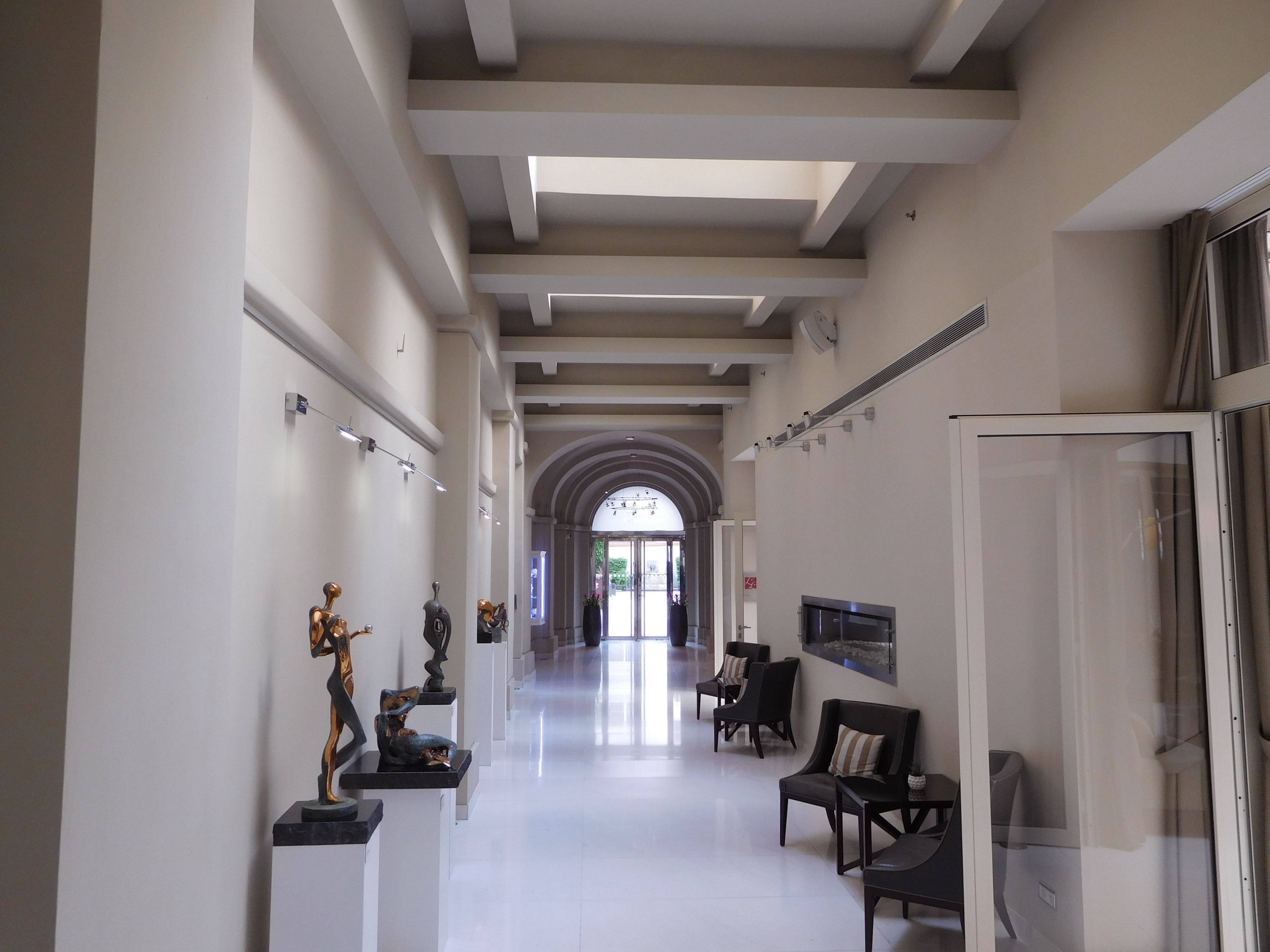
Interiér
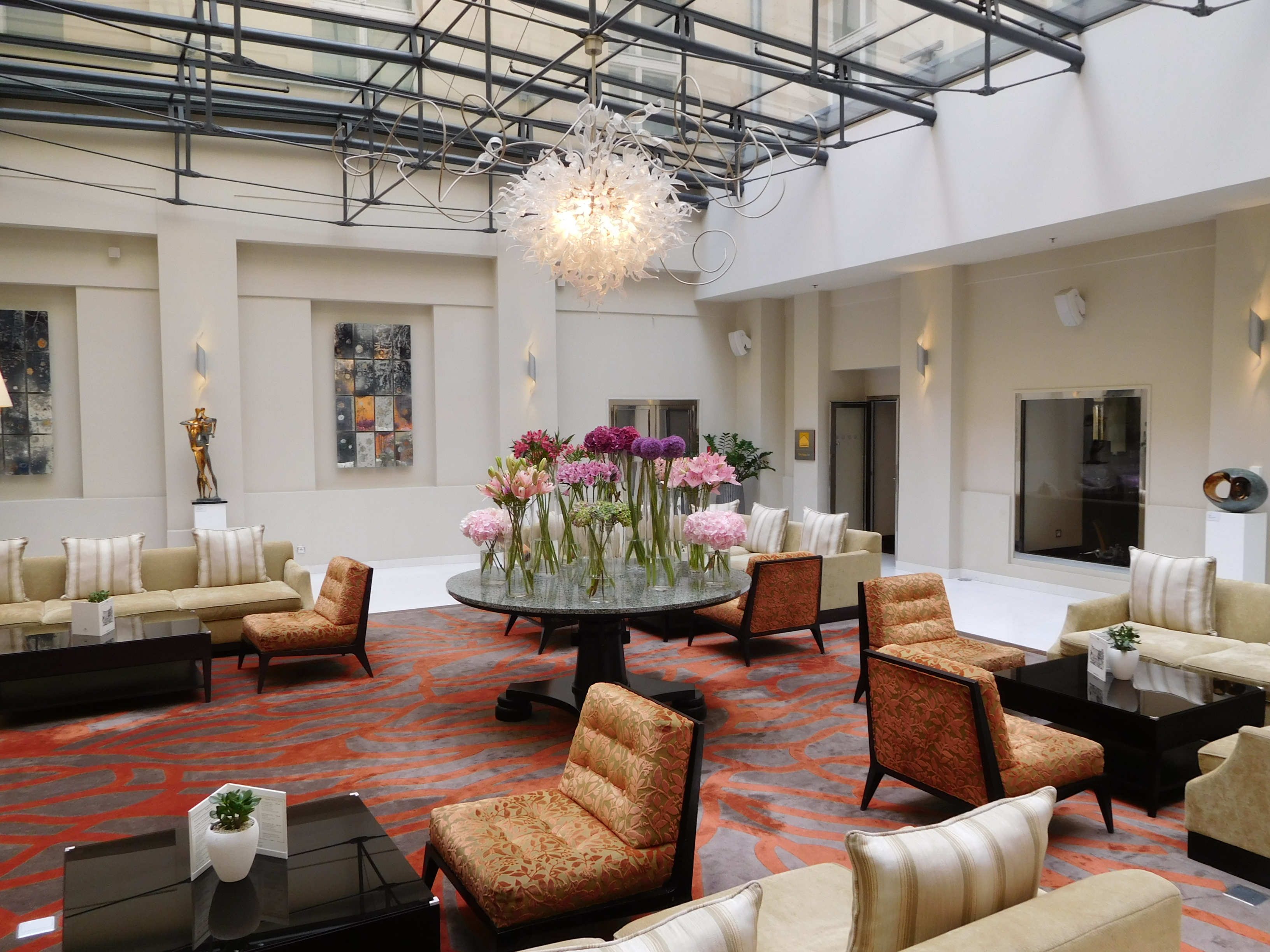
Interiér

## Okolí
V okolí Věžníkovského paláce se nacházejí další významné instituce:
- Dům U Hybernů s divadlem Hybernia
- Obecní dům
- Swéerts-Šporkův palác
- Palác Losyů z Losinthalu (Lidový dům)
- Masarykovo nádraží
- Café Arco, kavárna a místo setkávání pražských německých spisovatelů
- Hotel Central, významná secesní budova